# Зубата акула гребнізуба
Зубата акула гребнізуба (Centroscyllium nigrum) — акула з роду Зубата акула родини Ліхтарні акули. Інша назва «гребнізуба чорна акула».

## Опис
Загальна довжина досягає 50 см. Голова помірного розміру. Морда відносно довга — становить 2/3 відстані від кінчика носа до основи грудних плавців. Очі великі, мають мигдалеподібну форму. За ними є невеликі бризкальця. Ніздрі широкий, розміщені ближче до кінця морди. Рот широкий, зігнутий дугою. Зуби верхньої та нижньої щелеп однакові за розміром та формою — дрібні, з 3 верхівками та високою середньою верхівкою. У неї 5 пар зябрових щілин. Тулуб помірно товстий, стиснутий з боків. Шкіряні зубчики відносно рідкі. Грудні та черевні плавці невеликі. Має 2 спинних плавців однакового розміру з рифленими шипами. Анальний плавець відсутній. Черево відносно коротке. Хвостовий плавець короткий та широкий.
Забарвлення чорне з коричневим відливом. Очі мають зеленуватий колір. Задні крайки та кінчики плавців світлі, майже білі.

## Спосіб життя
Тримається на глибині від 250 до 1250 м. Здійснює добові міграції до середніх шарів води. Воліє до піщаних, мулових, мулово-піщаних ґрунтів. більшу частину життя проводить біля дна. Живиться глибоководними креветками, кальмарами, дрібними восьминогами, мезопелагічною костистою рибою. Активно переслідує свою здобич.
Статева зрілість у самців настає при розмірі 35-43 см, самиць — 43-45 см. Це яйцеживородна акула. Самиця народжує до 7 дитинчат завдовжки 11-13 см.

## Розповсюдження
Мешкає біля узбережжя штатів Каліфорнія та Гаваї (США), Панами, Еквадора, Чилі, в районі Магелланової протоки, в акваторії Кокосових островів.